# Milejowice (województwo dolnośląskie)
Milejowice – wieś w Polsce położona w województwie dolnośląskim, w powiecie wrocławskim, w gminie Żórawina.
W latach 1975–1998 miejscowość administracyjnie należała do województwa wrocławskiego.

## Nazwa
W 1295 w kronice łacińskiej Liber fundationis episcopatus Vratislaviensis miejscowość wymieniona jest jako Mileiowitz z informacją, że lokowano ją na prawie polskim Mileiowitz tenet dominus Stephanus antiquus et est ius polonicum..